# Curt Schilling

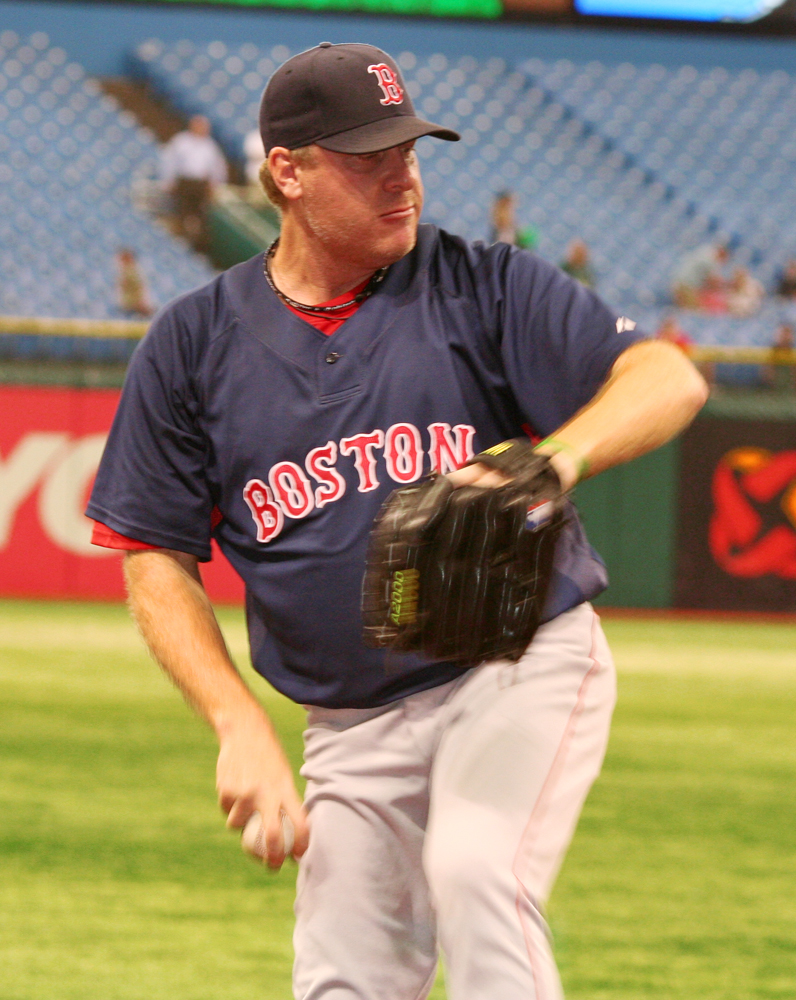
Curt Schilling i Boston Red Sox dräkt 2007.

Curtis Montague "Curt" Schilling, född den 14 november 1966 i Anchorage i Alaska, är en amerikansk före detta professionell basebollspelare som spelade 20 säsonger i Major League Baseball (MLB) 1988–2007. Schilling var högerhänt pitcher.
Klubbarna som Schilling representerade i MLB var Baltimore Orioles (1988–1990), Houston Astros (1991), Philadelphia Phillies (1992–2000), Arizona Diamondbacks (2000–2003) och Boston Red Sox (2004–2007). Han var under sin MLB-karriär 216–146 (216 vinster och 146 förluster) med en earned run average (ERA) på 3,46 och 3 116 strikeouts på 569 matcher, varav 436 starter.
Schilling var en av de mest framgångsrika pitchers i sin generation. Han var med och ledde Philadelphia Phillies till World Series 1993 och vann samma mästerskap 2001 med Arizona Diamondbacks samt 2004 och 2007 med Boston Red Sox. Han togs ut till MLB:s all star-match sex gånger. Han utsågs till mest värdefulla spelare (MVP) i finalen i National League (NLCS) 1993 och till MVP i World Series 2001 (tillsammans med Randy Johnson). Både 2001 och 2002 utsågs han av tidningen The Sporting News till bästa pitcher i National League. Han är en av få pitchers att uppnå 3 000 strikeouts i MLB:s grundserie.
Efter karriären har Schilling arbetat som TV-kommentator för ESPN. Han fick dock sparken därifrån i april 2016 efter en olämplig kommentar på sociala medier. Över huvud taget har Schilling efter spelarkarriären genom sina starkt konservativa politiska åsikter och kritiserade inlägg på sociala medier blivit en kontroversiell person, vilket även negativt påverkat hans chanser att väljas in i National Baseball Hall of Fame. Efter att i januari 2021 för nionde gången inte blivit inröstad framförde Schilling den unika begäran att tas bort från valsedeln till 2022 års val, då han hade sin sista chans att bli invald. Hans begäran nekades och han fanns med på valsedeln även 2022, men hans andel av rösterna sjönk kraftigt och han blev därmed inte invald eftersom man inte får vara med på valsedeln i mer än tio år.
I februari 2013 avslöjade Schilling att han uppmuntrats att dopa sig av en Red Sox-anställd när han var skadad 2008. Han ville dock inte avslöja personens identitet.
I februari 2014 tillkännagav Schilling att han hade cancer och han opererades en vecka senare. I slutet av juni samma år meddelade han att cancern hade remitterat.